# Torsåkers församling, Härnösands stift
Torsåkers församling är en församling i Ådalens kontrakt i Härnösands stift. Församlingen ingår i Kramfors pastorat och ligger i Kramfors kommun i Västernorrlands län, Ångermanland.

## Administrativ historik
Församlingen har medeltida ursprung. 
Församlingen utgjorde tidigt ett eget pastorat för att därefter åtminstone från 1500-talet till1 maj 1902 vara moderförsamling i pastoratet Torsåker, Ytterlännäs och Dal. Från 1 maj 1902 till 1962 moderförsamling i pastoratet Torsåker och Dal. Från 1962 till 2002 annexförsamling i pastoratet Ytterlännäs, Torsåker och Dal. Församlingen var från 2002 en församling i Ådalsbygdens pastorat och ingår från 2018 i Kramfors pastorat.

## Kyrkor
- Torsåkers kyrka